# Viện Hàn lâm Khoa học Quốc gia Ukraina
Viện hàn lâm Khoa học quốc gia Ukraina (tiếng Ukraina: Національна академія наук України, Natsional’na akademiya nauk Ukrayiny, viết tắt NANU, tiếng Anh: National Academy of Sciences of Ukraine, viết tắt NASU) là cơ quan nghiên cứu cao nhất trực thuộc chính phủ ở Ukraina và là một trong 6 viện hàn lâm của quốc gia Ukraina. Trụ sở Ban chủ tịch Viện ở số nhà 57 đường Volodymyr, Kiev, Ukraina.

## Tổ chức
Cũng giống như nhiều viện hàn lâm khác, Viện hàn lâm Khoa học quốc gia Ukraina có hai loại viện sĩ: viện sĩ hoạt động và viện sĩ thông tấn. Ngoài ra, cũng có một số viện sĩ nước ngoài. Viện hàn lâm Khoa học quốc gia Ukraina điều hành nhiều viện nghiên cứu khoa học cơ bản và khoa học nhân văn. Viện có cương vị một cơ quan quốc gia, nhưng độc lập trong các quyết định liên quan tới những hoạt động của Viện.

## Tên viện
Trong quá trình lịch sử, Viện hàn lâm Khoa học quốc gia Ukraina đã có 5 tên khác nhau:
| Tên Viện                                                  | Tên Viện  |
| --------------------------------------------------------- | --------- |
| Viện hàn lâm Khoa học Uraine                              | 1918—1921 |
| Viện hàn lâm Khoa học Toàn Uraine                         | 1921—1936 |
| Viện hàn lâm Khoa học của Cộng hòa Xã hội Xô viết Ukraina | 1936—1991 |
| Viện hàn lâm Khoa học Ukraina                             | 1991—1993 |
| Viện hàn lâm Khoa học quốc gia Ukraina                    | từ 1994 - |

## Lịch sử
Viện được thành lập do sáng kiến của "Hiệp hội Khoa học Ukraina" từ tháng 4 năm 1917. Theo đề nghị của Mykola Vasylenko, đã lập ra một Ban chuyên môn làm việc từ ngày 9 tháng 7 tới 17.9.1918 soạn thảo tài liệu pháp lý để thiết lập Viện. Tài liệu pháp lý này được Hetman Pavlo Skoropadsky chuẩn y ngày 14.11.1918 và Viện được chính thức thành lập ngày 17.11.1918 dưới tên "Viện hàn lâm Khoa học Ukraina". Những viện sĩ sáng lập là D. Bahali, A. Krymsky, M. Petrov, Semen Smal-Stotsky, V. Vernadsky, M. Kashchenko, C. Tymoshenko, P. Tutkovsky, Mikhail Tugan-Baranovsky, F. Taranovsky, V. Kosynsky, và O. Levytsky. 
Chủ tịch đầu tiên của Viện là nhà địa chất học Vladymyr Vernadsky.
Ban đầu, Viện có 3 ban ngành nghiên cứu:
- Lịch sử và Ngữ văn học
- Vật lý học và Toán học
- Xã hội học

và 15 ủy ban cùng Thư viện quốc gia.
Năm 1924-1925, Viện tổ chức bầu các viện sĩ nước ngoài lần đầu, tuy nhiên đã không có ai được bầu. 
Năm 1929, hai viện sĩ Serhiy Yefremov, Mykhailo Slabchenko và 24 viện sĩ thông tấn (trong đó có Osip Hermaize, Hryhoriy Holoskevych, Andriy Nikovsky) đã bị bắt, bị buộc tội là tham gia một tổ chức lúc đó chưa hình thành (sau này mới lập ra) Liên minh vì Tự do Ukraina. Không ai trong số các viện sĩ bị bắt này được phóng thích.

## Các chủ tịch Viện
- V. I. Vernadsky (1918–1921)
- M. P. Vasylenko (1921–1922)
- O. I. Levitsky (1922)
- V. I. Lipsky (1922–1928)
- D. K. Zabolotny (1928–1929)
- O. O. Bohomolets (1930–1946)
- O. V. Palladin (1946–1962)
- B. E. Paton (1962–tới nay)

## Hiện trạng
Ngày nay Viện hàn lâm Khoa học quốc gia Ukraina có 512 viện sĩ chính thức và viện sĩ thông tấn, cùng 130 viện sĩ nước ngoài.
Năm 2006, Viện hàn lâm Khoa học quốc gia Ukraina có 3 ban ngành và 14 phân ban, trong số đó có 6 Trung tâm khoa học khu vực, 173 viện nghiên cứu với 43.613 nhân viên, trong đó có 16.813 nhà nghiên cứu; trong số này 2.493 người có bằng tiến sĩ khoa học, 7.996 người có bằng Kandidat Nauk (tương đương thạc sĩ khoa học). Các ban ngành và phân ban hiện nay:
- Ngành Vật lý học và Toán học
  - Phân ban Toán học
  - Phân ban Khoa học máy tính
  - Phân ban Cơ học
  - Phân ban Vật lý học và Thiên văn học
  - Phân ban Khoa học Trái đất
  - Phân ban vấn đề vật lý và kỹ thuật của khoa học Vật liệu
  - Phân ban vấn đề vật lý và kỹ thuật của Khoa học Năng lượng
  - Phân ban vật lý hạt nhân và khoa học kỹ thuật Năng lượng
- Ngành Hóa học và Sinh học
  - Phân ban Hóa học
  - Phân ban Hóa sinh học, Sinh lý học và Sinh học phân tử
  - Phân ban Sinh học tổng quát
- Ngành Khoa học xã hội và Nhân văn
  - Phân ban Kinh tế học
  - Phân ban Lịch sử, Triết học và Luật pháp
  - Phân ban Ngữ văn học, Phê bình Nghệ thuật, Dân tộc học

### Các trung tâm khu vực
- Trung tâm khoa học Donetsk - 9 viện nghiên cứu
- Trung tâm khoa học miền Tây (Lviv) - 18 viện nghiên cứu
- Trung tâm khoa học miền Nam (Odessa) - 7 viện nghiên cứu
- Trung tâm khoa học Đông Bắc (Kharkiv) do Volodymyr Semynozhenko lãnh đạo từ 25.11.1992 - 17 viện nghiên cứu
- Trung tâm khoa học Dnieper (Dnipro) - 7 viện nghiên cứu
- Trung tâm khoa học Crimea (Simferopol) - 8 viện nghiên cứu

Phần lớn các cơ sở của Viện nằm ở thành phố Kiev (212), sau đó là Kharkiv (39) và Lviv (27). Mỗi tỉnh có ít nhất một cơ sở của Viện hàn lâm Khoa học quốc gia Ukraina, ngoại trừ Volyn, Rivne, Ternopil, Khmelnytskyi, Vinnytsia, và Kropyvnytskyi.

### Các thư viện
Viện có 12 thư viện quốc gia trực thuộc, trong đó có:
- Thư viện quốc gia Vernadsky với 10 triệu sách, bản viết tay
- Thư viện quốc gia Vasyl Stefanyk ở Lviv.

### Nhà xuất bản
Viện có 2 nhà xuất bản:
- «Наукова думка» ("Scientific Thought" hoặc "Naukova dumka") và
- «Академперіодика» ("Academic Periodical" hoặc "Akademperiodyka")

## Giải thưởng
Từ năm 2004 Viện hàn lâm Khoa học quốc gia Ukraina lập ra Huy chương vàng Vernadsky, trao tặng những viện sĩ xuất sắc: 
- 2004 Borys Paton
- 2005 P. Kostiuk
- 2006 V. Skopenko
- 2007 Y. Mytropolsky